# China Station
Die China Station war ein Marineverband der britischen Royal Navy. Er existierte von Januar 1865 bis Dezember 1941, sein Nachfolgeverband war die Eastern Fleet.

## Geschichte

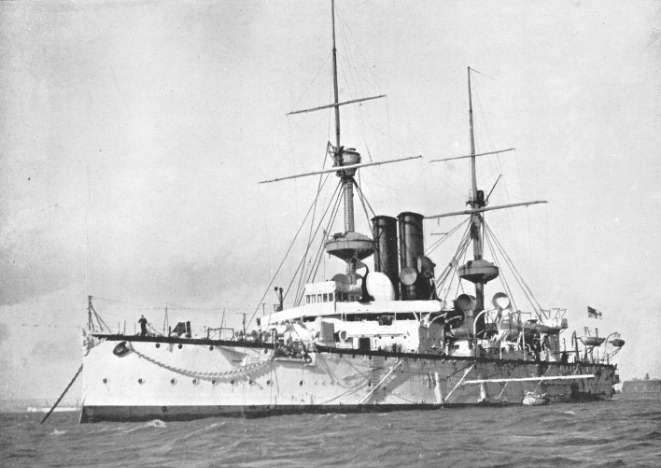
HMS Centurion (1892), Flaggschiff der China Station

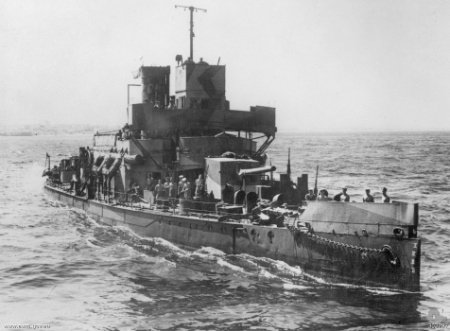
Kanonenboot HMS Aphis der Insect-Klasse

Die China Station wurde am 17. Januar 1865, durch die Trennung der East Indies and China Station in die China Station und die East Indies and Cape of Good Hope Station, ein selbstständiger Marineverband. Der Verantwortungsbereich der Station umfasste die Küste Chinas und die schiffbaren Flüsse des chinesischen Festlandes, den westlichen Teil des Pazifiks und die Gewässer um Niederländisch-Indien. Dies implizierte keine territorialen Forderungen, obwohl die Royal Navy oftmals zur Durchsetzung britischer Handelsinteressen in diesen Seegebieten eingesetzt wurde.
Basen der China Station befanden sich in Singapur, auf bzw. in HMS Tamar in Hongkong (1844–1941 und 1945–1997) sowie in Weihai.
Die China Station bestand meist aus älteren Schiffen, zur Hauptsache Leichten Kreuzern und Zerstörern. Zum Patrouillendienst auf den chinesischen Flüssen wurden geeignete Kanonenboote mit geringem Tiefgang eingesetzt. Diese Boote der Insect-Klasse wurden auch als „China gunboats“ bekannt. Die Schiffe der China Station hatten einen weißen Rumpf, weiße Aufbauten und dunkle Schornsteine.
Angesichts der wachsenden japanischen Bedrohung wurde im Dezember 1941 die China Station mit der East Indies Station zur Eastern Fleet zusammengefasst. Das Kommando der Eastern Fleet befand sich in Singapur.

## Befehlshaber
| Zeitraum des Kommandos | befehlshabender Admiral                           |
| ---------------------- | ------------------------------------------------- |
| 1865 – 1867            | Rear-Admiral Sir George St Vincent Duckworth King |
| 1867 – 1869            | Vice-Admiral Sir Henry Keppel                     |
| 1869 – 1871            | Vice-Admiral Sir Henry Kellett                    |
| 1871 – 1874            | Vice-Admiral Sir Charles Shadwell                 |
| 1874 – 1877            | Vice-Admiral Sir Alfred Phillipps Ryder           |
| 1877 – 1878            | Vice-Admiral Sir Charles Farrel Hillyar           |
| 1878 – 1881            | Vice-Admiral Robert Coote                         |
| 1881 – 1884            | Vice-Admiral Sir George Ommanney Willes           |
| 1884 – 1885            | Vice-Admiral Sir William Montagu Dowell           |
| 1885 – 1887            | Vice-Admiral Sir Richard Vesey Hamilton           |
| 1887 – 1890            | Vice-Admiral Sir Nowell Salmon                    |
| 1890 – 1892            | Vice-Admiral Sir Frederick William Richards       |
| 1892 – 1895            | Vice-Admiral Sir Edmund Robert Fremantle          |
| 1895 – 1897            | Vice-Admiral Sir Alexander Buller                 |
| 1897 – 1901            | Vice-Admiral Sir Edward Hobart Seymour            |
| 1901 – 1904            | Vice-Admiral Sir Cyprian Bridge                   |
| 1904 – 1906            | Vice-Admiral Sir Gerard Noel                      |
| 1906 – 1908            | Vice-Admiral Sir Arthur Moore                     |
| 1908 – 1910            | Vice-Admiral Sir Hedworth Meux                    |
| 1910 – 1913            | Vice-Admiral Sir Alfred Winsloe                   |
| 1913 – 1915            | Vice-Admiral Sir Martyn Jerram                    |
| 1916 – 1917            | Vice-Admiral Sir William Grant                    |
| 1917 – 1919            | Rear-Admiral Sir Frederick Tudor                  |
| 1919 – 1922            | Vice-Admiral Sir Alexander Ludovic Duff           |
| 1922 – 1925            | Admiral Sir Arthur Cavenagh Leveson               |
| 1925 – 1926            | Vice-Admiral Sir Edwyn Alexander-Sinclair         |
| 1926 – 1928            | Vice-Admiral Sir Reginald Tyrwhitt                |
| 1928 – 1931            | Vice-Admiral Arthur Kipling Waistell              |
| 1931 – 1933            | Vice-Admiral Sir Howard Kelly                     |
| 1933 – 1936            | Admiral Sir Frederic Charles Dreyer               |
| 1936 – 1938            | Vice-Admiral Sir James Colebrooke Little          |
| 1938 – 1940            | Admiral Sir Percy Noble                           |
| 1940 – 1941            | Vice-Admiral Sir Geoffrey Layton                  |